# イオン伊勢店
イオン伊勢店（イオンいせてん）は、三重県伊勢市楠部町にあるショッピングセンター。

## 概要
- 所在地：三重県伊勢市楠部町乙160-2
- 3階建て（1・2階が売場スペース、3階と屋上は駐車場）
- 敷地面積：47,584m2
  - 建物面積：14,280m2
  - 延床面積：40,367m2
  - 商業施設面積：22,203m2
    - イオン伊勢店：14,926m2
    - 物販専門店：2,658m2
    - 飲食・サービス・アミューズメント：1,749m2
    - 共用通路など：2,870m2

## 沿革
このショッピングセンターが開店する前の伊勢市内には伊勢市駅前の伊勢店（1961年7月開業。以下、駅前店とする）とララパーク店（1981年10月開業）の2店舗のジャスコがあった。しかし、駅前店については営業不振により1996年（平成8年）9月に閉店し、これに代わる郊外型店舗として当店が建設された（なお、ジャスコララパーク店は2002年5月に閉店し、2003年にマックスバリュを核としたイオンララパークショッピングセンター（現・イオンタウン伊勢ララパーク）としてリニューアルした。
- 1996年（平成8年）8月31日 - 起工式を挙行[3]。
- 1997年（平成9年）
  - 4月16日 - ソフトオープンと銘打ち、本格的なオープンを前に周辺住民を招待[4]。
  - 4月19日 - ジャスコ新伊勢店[5]を核店舗とするジャスコ新伊勢ショッピングセンターが開店[6]。
- 1998年（平成10年）
  - 1月1日 - 伊勢神宮初もうでの交通混雑緩和に協力するため、この年の元日の営業を午前1時に開始する[7]。元日未明からの営業は、全国のジャスコで初めてであった。
  - 12月31日 - 年末年始の営業時間を12月31日午前9時から翌年1月1日午前2時まで、同日正午から午後9時までの変則営業とした。
- 1999年（平成11年）12月31日 - 2000年問題に対処するため、年末年始の年越し営業を休止した。
- 2006年（平成18年）6月29日 - 伊勢市と災害時における物資供給・駐車場の避難所提供の協定を締結[8]。
- 2007年（平成19年）9月21日 - 伊勢市などと協定を結び、食品売場などでのレジ袋の有料化を開始[9]。
- 2011年（平成23年）3月1日 - 核店舗の「ジャスコ新伊勢店」が「イオン伊勢店」に名称変更。
- 2016年（平成28年）12月18日 - 三重県立水産高等学校の生徒がカツオの解体ショーを実施[10]。
- 2024年（令和6年）11月18日 - 弾道ミサイル発射を想定した避難訓練を実施[11]。当店は三重県からミサイルによる緊急一時避難施設の指定を受けている[11]。

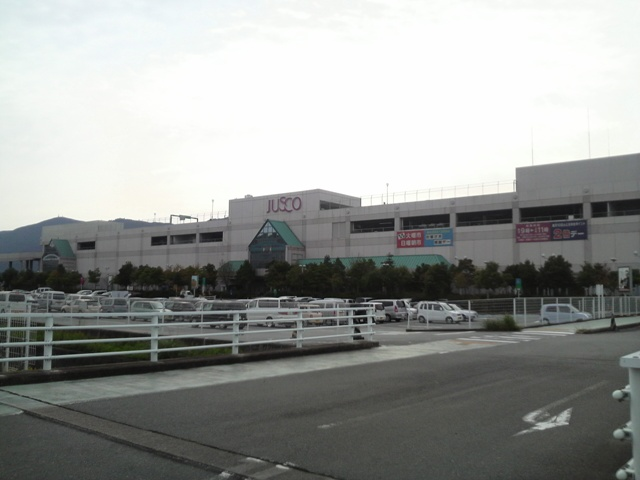
ジャスコ時代（2008年10月30日撮影）
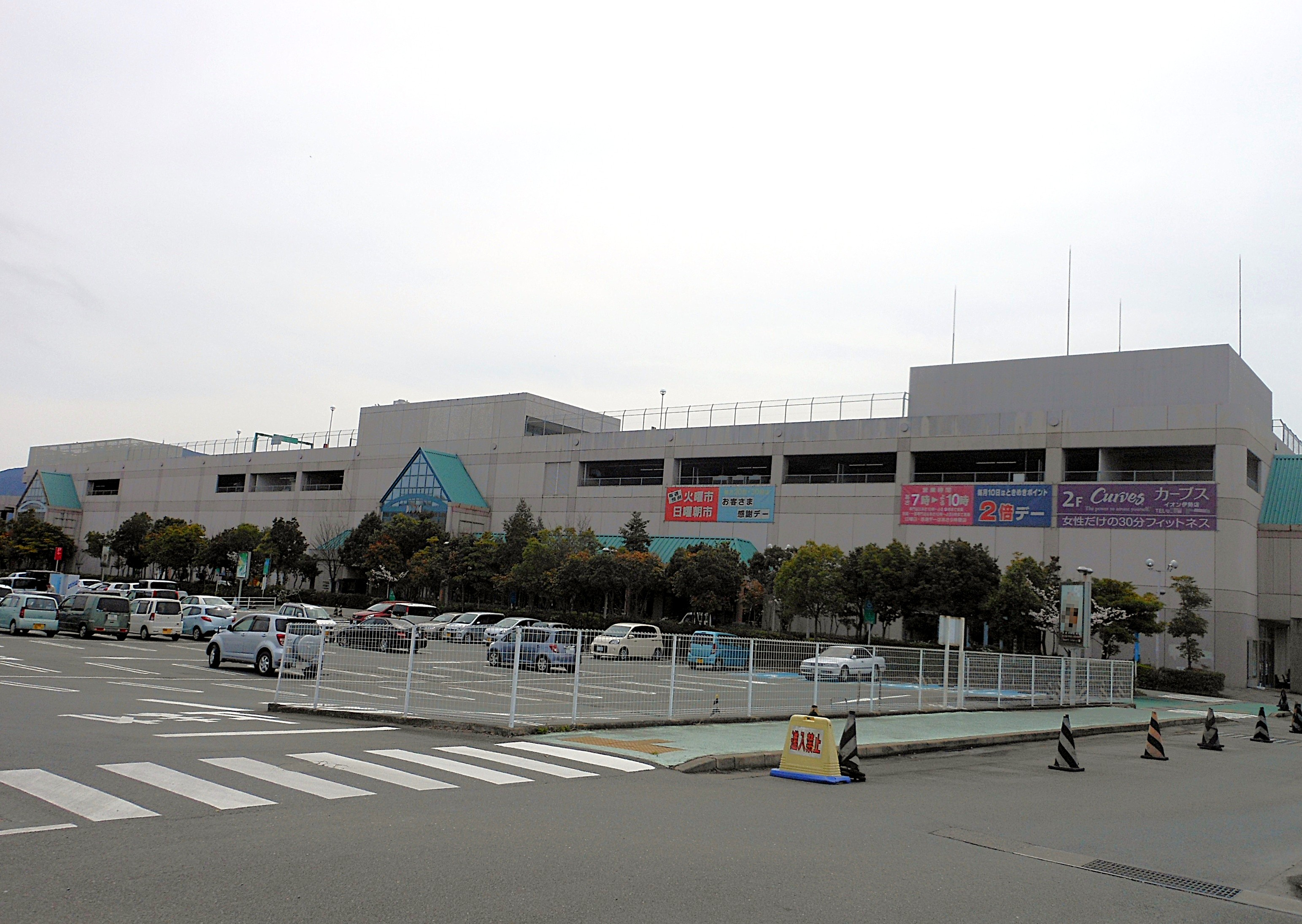
2013年4月2日撮影

## テナント
イオン伊勢店と、約30店舗の専門店・飲食店がある。

## 周辺
- 市立伊勢総合病院
- 神宮徴古館
- 皇學館大学
- 伊勢市倉田山公園野球場

### 周辺のイオングループの店舗
- ザ・ビッグエクスプレス神田久志本店（イオンビッグが運営）

## 交通アクセス

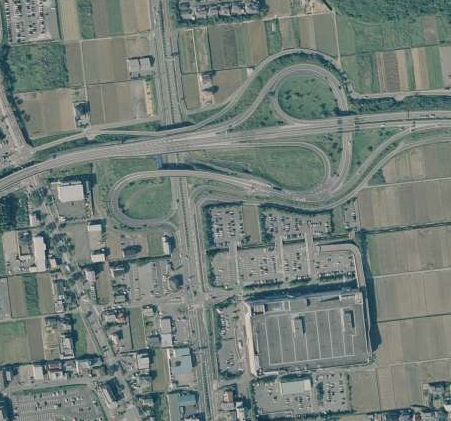
伊勢ショッピングセンター（画像右下の建物）周辺
出典：『国土交通省「国土画像情報（カラー空中写真）」（配布元：国土地理院地図・空中写真閲覧サービス）』

### 自動車
- 1,440台の駐車場
  - 平面駐車場
  - 3階立体駐車場・屋上駐車場
- 国道23号沿い。伊勢自動車道伊勢インターチェンジを降り、南下すぐ。

### 鉄道
- 近鉄鳥羽線五十鈴川駅から徒歩5分。

### 路線バス
- 三重交通（ジャスコ大倉うぐいす台線、有滝線）
  - 伊勢市駅前または宇治山田駅前からイオン伊勢店行きに乗車し、イオン伊勢店停留所下車。